# Temporada de tifones del Pacífico de 2020
La temporada de tifones del Pacífico de 2020 fue un evento en el cual ciclones tropicales se forman en el océano Pacífico oeste. La temporada permaneció activa durante este 2020 con mayor frecuencia entre mayo y octubre. El enfoque de este artículo está limitado para el océano Pacífico al norte del ecuador entre el meridiano 100° este y el meridiano 180°. La temporada es actualmente muy tranquila, con solo seis sistemas formados a partir del 31 de julio. Además, el Centro Conjunto de Advertencia de Tifones (JTWC) no registró desarrollo de ciclones tropicales en el mes de julio, el primero ha sucedido desde que comenzaron los registros confiables. El primer ciclón tropical de la temporada se desarrolló el 10 de mayo, lo que lo convierte en el sexto último inicio en la cuenca registrado, apenas un poco por detrás de 1973, y el primero en comenzar a finales de 2016. La temporada de tifones es menos activa que en el océano Atlántico hasta ahora, que solo ha ocurrido dos veces antes: en 2010 y 2005.
La primera tormenta nombrada de la temporada, Vongfong, mejor conocido en Filipinas como Ambo, se desarrolló al este de Mindanao y se intensificó rápidamente para convertirse en un tifón categoría 3, experimentando un ciclo de reemplazo de la pared del ojo, luego se fortaleció para golpear a Filipinas a la máxima intensidad, desde San Policarpo, Samar Oriental, Visayas hasta Ilocos Sur, Luzón, causó daños generalizados al país, mientras que Filipinas se encontraba en medio de la actual pandemia de COVID-19. En agosto, el tifón Hagupit y la tormenta tropical severa Mekkhala azotaron el este de China, mientras que los tifones Bavi, Maysak y Haishen azotaron la península de Corea en un lapso de solo dos semanas, y Haishen se convirtió en el más fuerte de la temporada. En octubre y noviembre, una serie de disturbios tropicales y ciclones azotaron el centro de Vietnam, provocando graves inundaciones y matando a más de 270 personas. Luego golpeó Camboya causando inundaciones más severas y afectando a decenas de miles de hogares y más de 180.000 hectáreas de granjas. Se confirmaron 44 muertes en esa nación. Más tarde ese mes, se formó el tifón Saudel, que golpeó Filipinas. A fines de octubre, el tifón Goni se convirtió en el tifón más fuerte de la temporada superando a Haishen, y el ciclón tropical más fuerte del mundo registrado en 2020.
Dentro del océano Pacífico noroccidental, hay dos agencias quienes de forma separada asignan nombres a los ciclones tropicales de los cuales resultan en un ciclón con dos nombres. La Agencia Meteorológica de Japón nombra un ciclón tropical en el que se basarían en la velocidad de vientos sostenidos en 10 minutos de al menos 65 km/h, en cualquier área de la cuenca. Mientras que el Servicio de Administración Atmosférica, Geofísica y Astronómica de Filipinas (PAGASA) asigna nombres a los ciclones tropicales los cuales se mueven dentro o forma de una depresión tropical en el área de responsabilidad localizados entre 135° E y 115° E y también entre 5°-25° N, sí el ciclón haya tenido un nombre asignado por la Agencia Meteorológica de Japón. Las depresiones tropicales, que son monitoreadas por el Centro Conjunto de Advertencia de Tifones de Estados Unidos, son numerados agregándoles el sufijo "W".

## Pronósticos
| TSR Pronósticos      | Tormentas tropicales | Tifones totales     | CTs Intensas         | ECA                      | Ref.  |
| -------------------- | -------------------- | ------------------- | -------------------- | ------------------------ | ----- |
| Promedio (1965–2019) | 26                   | 16                  | 9                    | 294                      | [ 1 ] |
| 21 de mayo de 2020   | 26                   | 15                  | 8                    | 258                      | [ 1 ] |
| 9 de mayo de 2020    | 26                   | 14                  | 7                    | 216                      | [ 2 ] |
| 6 de agosto de 2020  | 21                   | 13                  | 5                    | 157                      | [ 3 ] |
| Otros pronósticos    | Pronóstico central   | Periodo             | Periodo              | Ciclones                 | Ref   |
| 22 de enero de 2020  | PAGASA               | Enero–marzo         | Enero–marzo          | 0–4 ciclones tropicales  | [ 4 ] |
| 22 de enero de 2020  | PAGASA               | Abril–junio         | Abril–junio          | 2–5 ciclones tropicales  | [ 4 ] |
| 24 de junio de 2020  | PAGASA               | Julio–septiembre    | Julio–septiembre     | 6–10 ciclones tropicales | [ 5 ] |
| 24 de junio de 2020  | PAGASA               | Octubre–diciembre   | Octubre–diciembre    | 4–7 ciclones tropicales  | [ 5 ] |
| Temporada 2020       | Pronóstico central   | Ciclones tropicales | Tormentas tropicales | Tifones                  | Ref.  |
| Actividad actual:    | JMA                  | 6                   | 4                    | 2                        |       |
| Actividad actual:    | JTWC                 | 4                   | 4                    | 2                        |       |
| Actividad actual:    | PAGASA               | 4                   | 4                    | 2                        |       |

Durante el año, varios servicios meteorológicos nacionales y agencias científicas pronostican cuántos ciclones tropicales, tormentas tropicales y tifones se formarán durante una temporada y/o cuántos ciclones tropicales afectarán a un país en particular. Estas agencias incluyen el Consorcio de Riesgo de Tormenta Tropical (TSR) del University College de Londres, PAGASA y la Oficina Central del Clima de Taiwán. El primer pronóstico para el año fue publicado por PAGASA el 22 de enero, prediciendo el primer semestre de 2020, dentro de su perspectiva climática estacional mensual.
La PAGASA predice que solo se esperan 0-4 ciclones tropicales para formar o ingresar al Área de Responsabilidad de Filipinas entre enero y marzo, mientras que se espera que se formen de cinco a ocho ciclones tropicales entre abril y junio. Esto se debió al hecho de que El Niño-Oscilación del Sur estaba viendo condiciones neutrales en todo el Pacífico y podía persistir hasta mediados de año.

### Previsiones en la media temporada
El 21 de mayo, el TSR emitió su pronóstico de alcance extendido para 2020, pronosticando actividad tropical por debajo del promedio normal, con 26 tormentas tropicales, 15 tifones y 8 tifones intensos. Estos números fueron respaldados por los valores actuales del dipolo del océano Índico, el índice de Energía Ciclónica Acumulada (ACE) y las temperaturas de la superficie del mar en la región de El Niño 3.75, lo que condujo a una velocidad del viento comercial más fuerte de lo normal en gran parte del Pacífico Occidental.
El 24 de junio, el PAGASA emitió un pronóstico climático, prediciendo el número de ciclones tropicales para la segunda mitad de la temporada. Predijeron que se espera que se formen entre 6 y 10 ciclones tropicales entre los meses de julio y septiembre, mientras que se espera que se formen entre 4 y 7 ciclones tropicales entre los meses de octubre y diciembre. El 9 de julio, TSR emitió su pronóstico para la temporada, prediciendo una temporada muy por debajo del promedio con 26 tormentas con nombre, 14 tifones y solo siete tifones intensos. El 6 de agosto, TSR emitió su tercer y último pronóstico para la temporada, reduciendo su número a 21 tormentas con nombre, 13 tifones y 5 tifones intensos. Mencionaron que se espera que la temporada 2020 sea una de las "temporadas de tifones menos activas registradas", con un índice ACE previsto apenas la mitad de lo normal y una probabilidad del 96% de ser una temporada por debajo del promedio.

## Resumen de la temporada
Los primeros meses de la temporada, así como en 2020 fueron extremadamente tranquilos, sin sistemas tropicales en desarrollo de enero a abril. El 10 de mayo, la temporada vio su primer sistema tropical con el desarrollo de la depresión tropical 01W (Ambó), convirtiéndose en la sexta última temporada de inicio registrada, así como la última desde 2016. Dos días después, el sistema se fortaleció primera tormenta tropical oficialmente nombrada de la temporada, Vongfong. La tormenta tropical Vongfong se intensificó de inmediato en un tifón significativo y golpeó la parte central de Filipinas el 14 de mayo, primero tocó tierra en San Policarpo en Samar Oriental, cruzó cuatro islas más y golpeó el continente Luzón.
Después de Vongfong, se produjo un mes de inactividad, y el 10 de junio, se formó una nueva depresión tropical frente a la costa de Samar, Filipinas, y fue nombrada Butchoy por la PAGASA un día después. Butchoy tocó tierra en Filipinas cuando el Centro Conjunto de Advertencia de Tifones (JTWC) emitió un TCFA para ello. Una vez que salió de la masa continental de Filipinas, el Centro Conjunto de Advertencia de Tifones (JTWC) convirtió a Butchoy en una depresión tropical y todas las advertencias emitidas por PAGASA se redujeron, y Butchoy se intensificó aún más en una tormenta tropical en el Mar de Filipinas Occidental y fue nombrado Nuri por la Agencia Meteorológica de Japón. Después de que Nuri se disipó sobre China continental, la cuenca se volvió a callar durante más de un mes con solo la depresión tropical Carina formándose al este de Luzón; Esto condujo a la primera vez que no se desarrollaron tormentas tropicales en el mes de julio desde que comenzaron los registros confiables. Antes de que terminara julio, se formaron dos depresiones tropicales, y para el primer día de agosto se intensificaron en las tormentas tropicales Sinlaku y Hagupit (Dindo).

## Ciclones tropicales

### Tifón Vongfong (Ambó)
Un área de baja presión fue notada por primera vez el 9 de mayo de 2020 por el Centro Conjunto de Advertencia de Tifones (JTWC) cerca de Micronesia y se le dio una posibilidad media de convertirse en un ciclón tropical. Al día siguiente, la Agencia Meteorológica de Japón (JMA) había notado que se había convertido en una depresión tropical al este de Mindanao, Filipinas, y se esperaba que avanzara lentamente hacia el oeste. El  Centro Conjunto de Advertencia de Tifones (JTWC) luego emitió una Alerta de Formación de Ciclón Tropical (TCFA) para el sistema embrionario solo unas horas después, mientras la convección comenzó a oscurecer gradualmente el centro. Más tarde ese día, el Administración de Servicios Atmosféricos, Geofísicos y Astronómicos de Filipinas (PAGASA) hizo lo mismo y mejoró el sistema a una depresión tropical, asignándole el nombre de Ambo, ya que se convirtió en el primer ciclón tropical en ingresar a su área de responsabilidad para la temporada.. El sistema comenzó a desplazarse lentamente hacia el oeste a lo largo de los días siguientes, intensificándose gradualmente con ocasionales estallidos convectivos que ocurren cerca de la circulación ligeramente alargada. Al día siguiente, el Centro Conjunto de Advertencia de Tifones (JTWC) convirtió a Ambo en una depresión tropical, designándolo como 01W. La tormenta se intensificó gradualmente durante todo el día, como lo indica una banda de lluvia bien definida que se desarrolla en el lado noroeste, y comenzó a girar hacia el norte. En este momento, la Agencia Meteorológica de Japón (JMA) actualizó 01W a tormenta tropical y le asignó el primer nombre del año, Vongfong.
Poco después, el Centro Conjunto de Advertencia de Tifones (JTWC) siguió y mejoró el sistema a intensidad de tormenta tropical. A principios del 12 de mayo, la Agencia Meteorológica de Japón (JMA) convirtió a Vongfong en una tormenta tropical severa. Utilizando condiciones favorables con baja cizalladura del viento, aguas de 29-30 °C y excelente flujo de salida, Vongfong comenzó a intensificarse rápidamente a principios del 13 de mayo. Poco después, la Agencia Meteorológica de Japón (JMA) actualizó el sistema a una tormenta tropical severa. Poco después, el Centro Conjunto de Advertencia de Tifones (JTWC) mejoró la tormenta a un tifón de categoría 1 con vientos sostenidos de 1 minuto de 130 km/h (80 mph) a medida que la estructura mejoró rápidamente. PAGASA y la Agencia Meteorológica de Japón (JMA) luego actualizarían el sistema a un tifón más tarde en el día, con el Centro Conjunto de Advertencia de Tifones (JTWC) actualizando rápidamente el sistema a un tifón de categoría 2 a medida que el ojo se hizo más claro. Unas horas después, Vongfong se intensificó a un tifón equivalente a la categoría 3. A las 12:15 p. m. PST del 14 de mayo, Vongfong tocó tierra en San Policarpo, Samar Oriental. Vongfong se debilitó gradualmente poco después de tocar tierra en Samar, cruzando el Paso Ticao a medida que avanzaba tierra adentro cerca de Sorsogon. Para el día siguiente, PAGASA registró cinco desembarcos más: Isla Dalupiri, Isla Capul, Isla Ticao, Isla Burias y San Andrés, Quezón en la Península de Bondoc de la Isla Luzón. Ambo se debilitó en una tormenta de categoría 1 debido a estos múltiples aterrizajes. El sistema se debilitó aún más el 15 de mayo y fue rebajado por la Agencia Meteorológica de Japón y PAGASA a una tormenta tropical severa, con el Centro Conjunto de Advertencia de Tifones degradarlo a tormenta tropical también. La severa tormenta tropical Vongfong trajo fuertes lluvias y vientos a la capital Metro Manila y otras áreas en Luzón. Luego, la tormenta tropical severa Vongfong llegó a su séptimo desembarco en Real, Quezón, y comenzó a dirigirse hacia el interior de Luzón, particularmente Bulacan, continuando entregando lluvias muy intensas en todo el centro de Luzón. La severa tormenta tropical Vongfong se debilitó aún más y fue degradada por la Agencia Meteorológica de Japón y la Administración de Servicios Atmosféricos, Geofísicos y Astronómicos de Filipinas o PAGASA en una tormenta tropical mientras estaba en el interior de Luzón. La tendencia al debilitamiento continuó, y para el 16 de mayo, hora estándar de Filipinas, Vongfong salió de la masa continental de Luzón a las aguas del mar de Filipinas occidental, al oeste de Ilocos Sur.
Después de golpear muchos lugares en Filipinas, la tormenta tropical Vongfong se debilitó en una tormenta tropical de baja intensidad. El Centro Conjunto de Advertencia de Tifones (JTWC) redujo a Vongfong a una depresión tropical, y poco después emitieron su advertencia final sobre la depresión tropical en Vongfong, a pesar de que la Agencia Meteorológica de Japón (JMA) lo mantuvo como una tormenta tropical. PAGASA también degradó a Vongfong a una depresión tropical, ya que Vongfong se volvió muy desorganizado y muy dañado por la masa de tierra de Luzón.
En preparación para la tormenta, se emitieron advertencias de la Señal 3 para la totalidad del Sámar Oriental y una parte del Sámar del Norte. Decenas de miles de residentes en Samar se vieron obligados a evacuar a los centros de evacuación, y debido a la pandemia de coronavirus 2019-20, solo se les permitió llenar los centros a la mitad de su capacidad, y también se les exigió usar máscaras faciales para contener la propagación de la enfermedad del nuevo virus. Un hombre en Albay murió después de ser electrocutado. Las casas fueron completamente destruidas por el fuerte viento traído por Vongfong. Los confines de Vongfong causaron fuertes lluvias en algunas provincias el 13 de mayo, causando inundaciones en Koronadal. Los apagones afectaron a Samar Oriental, interrumpiendo las comunicaciones en varias ciudades. Fuertes vientos dañaron hogares más débiles y barcos de pesca y derribaron árboles, bloqueando las carreteras que conectan el este de Sámar. Las viviendas y los centros de aislamiento de COVID-19 fueron dañados en cinco ciudades. El techo de un refugio de evacuación se derrumbó, y una persona murió mientras buscaba refugio después de ser golpeada por fragmentos de vidrio. Además de esta fatalidad, al menos dos personas están desaparecidas y una persona resultó herida en Albáy.

### Tormenta tropical Nuri (Butchoy)
El 10 de junio, la Agencia Meteorológica de Japón (JMA) comenzó a monitorear una débil depresión tropical que se había desarrollado al este de la isla filipina de Samar en Visayas. Durante el día siguiente, PAGASA comenzó a rastrear el sistema, dando el nombre local de Butchoy. Luego, la tormenta tocó tierra por primera vez en la isla Polillo en Quezón a las 5:30 p. m., hora del Pacífico, y poco después tocó tierra en Infanta, Quezón. Poco después, el Centro Conjunto de Advertencia de Tifones (JTWC) emitió una Alerta de Formación de Ciclón Tropical para la tormenta.
Posteriormente, el Centro Conjunto de Advertencia de Tifones (JTWC) actualizó oficialmente a Butchoy a una depresión tropical, y lo designó como 02W. Con un ambiente favorable con baja cizalladura vertical del viento, flujo ecuatorial moderado ytemperaturas de la superficie del mar de 30-31 °C, Butchoy comenzó a intensificarse en el Mar de Filipinas Occidental, convirtiéndose en una tormenta tropical y recibiendo el nombre Nuri de la  Agencia Meteorológica de Japón (JMA) más tarde ese mismo día. Luego, PAGASA emitió su advertencia final sobre Nuri cuando salía del Área de Responsabilidad de Filipinas.
Al día siguiente, Nuri se intensificó aún más y posteriormente alcanzó su punto máximo de intensidad, con el Agencia Meteorológica de Japón (JMA) analizando los vientos máximos de la tormenta de 75 km/h (45 mph). Seis horas después, el Centro Conjunto de Advertencia de Tifones (JTWC) actualizó a Nuri a una tormenta tropical. Sin embargo, más tarde en el mismo día, el Centro Conjunto de Advertencia de Tifones (JTWC) degradó a Nuri a una depresión tropical, citando que la tormenta se ha desviado hacia una alta cizalladura vertical del viento. La Agencia Meteorológica de Japón (JMA) hizo lo mismo, rebajando a Nuri en una depresión. El Centro Conjunto de Advertencia de Tifones (JTWC) emitió su advertencia final sobre Nuri cuando la tormenta tocó tierra en Yanjiang, China. La Agencia Meteorológica de Japón (JMA) hizo lo mismo seis horas después, emitiendo su advertencia final sobre el sistema.
La PAGASA emitió la Señal de ciclón tropical n.°1 para el oeste de Mindanao, el sur de Luzón y Visayas el 11 de junio cuando Butchoy se acercaba a Filipinas. La combinación del sistema y los vientos predominantes del sudoeste provocaron lluvias y tormentas eléctricas en Filipinas. Las fuertes lluvias en Albay llevaron a la activación de funcionarios de gestión de riesgos de desastres y otros activos de emergencia. Las lluvias de la depresión tropical llevaron a PAGASA a declarar el inicio de la temporada de lluvias en Filipinas el 12 de junio, que también fue durante el Día de la Independencia del país. En Hong Kong, Nuri trajo fuertes lluvias. Una persona también se ahogó debido a las aguas turbulentas.

### Depresión tropical Carina
Después de aproximadamente un mes de inactividad, el 11 de julio, la Agencia Meteorológica de Japón (JMA) designó un área de baja presión cerca de Luzón como una depresión tropical. El Centro Conjunto de Advertencia de Tifones (JTWC) tuvo la depresión designada como una inversión por un tiempo. El 13 de julio, PAGASA actualizó el sistema de baja presión a una depresión tropical y lo llamó Carina. En los próximos días, Carina generalmente se movió hacia el noroeste hasta el mediodía (12:00 UTC) el 14 de julio, cuando Carina se debilitó rápidamente en un área de baja presión, debido a la fuerte cizalladura del viento y el aire seco. PAGASA luego emitió su aviso final a Carina, y los restos se disiparon el 15 de julio.
Como el sistema de baja presión se llamaba Carina, PAGASA inmediatamente levantó la Señal #1, la más baja de sus señales de advertencia de tormenta, a Batanes, las Islas Babuyán y la parte noreste de Cagayán. Debido a las fuertes lluvias causadas por Carina, la tormenta causó pocos daños.

### Depresión tropical JMA 04
El 27 de julio, la Agencia Meteorológica de Japón (JMA) comenzó a rastrear una depresión tropical débil. El sistema fue clasificado extraoficialmente como una depresión subtropical por el Centro Conjunto de Advertencia de Tifones (JTWC), cuando se le ha dado una baja probabilidad de convertirse en un ciclón tropical. El sistema, sin embargo, se disipó a principios del 30 de julio, sin afectar ni causar daños en ninguna parte.

### Tormenta tropical Sinlaku
El 29 de julio, se produjo una perturbación tropical a unos cientos de kilómetros al este de Manila, Filipinas. Luchando por consolidarse, la perturbación se movió hacia el oeste hacia la tierra y trajo una lluvia mínima a Filipinas cuando cruzó el archipiélago y comenzó a fortalecerse en el Mar del Sur de China. Las condiciones ambientales se volvieron propicias para el desarrollo, ya que el frente Meiyu, que se produce anualmente, se había debilitado significativamente, y la Agencia Meteorológica de Japón (JMA) declaró que se había formado una depresión tropical en las primeras horas del 31 de julio. La depresión luchó por consolidarse debido a su proximidad a la tierra, y su bajo nivel. El centro de circulación nivelada quedó expuesto al 31 de julio. Luego, el 1 de agosto, la depresión se intensificó en la tormenta tropical Sinlaku. Un poco más tarde, Sinlaku se mueve lentamente sobre las aguas del Mar del Sur de China, pero sin ganar fuerza. Unas horas más tarde, Sinlaku tocó tierra cerca de la bahía de Halong, en el norte de Vietnam. Poco después, Sinlaku se fue debilitando gradualmente sobre las altas montañas vietnamitas.

### Tifón Hagupit (Dindo)
El 1 de agosto, la Agencia Meteorológica de Japón (JMA) comenzó a monitorear una depresión tropical débil (designada por PAGASA como un área de baja presión) que se desarrolló en la parte norte del Mar de Filipinas. El Centro Conjunto de Advertencia de Tifones (JTWC) luego emitió una Alerta de Formación de Ciclón Tropical en el sistema, y PAGASA luego asignó el nombre Dindo a la depresión tropical. Más tarde, el Centro Conjunto de Advertencia de Tifones (JTWC) convirtió a Dindo en una depresión tropical y lo designó 03W. Más tarde, Dindo se intensificó en una tormenta tropical según la Agencia Meteorológica de Japón (JMA), y le asignó el nombre internacional Hagupit. Hagupit luego comenzó a intensificarse en el Mar de Filipinas, alcanzando vientos de 75 km/h (40 mph) a fines del 1 de agosto. Para el 2 de agosto, Hagupit continuó fortaleciéndose aún más al sur de Okinawa en Japón. Hagupit fue actualizado por la Agencia Meteorológica de Japón (JMA) como una tormenta tropical severa. Hagupit continuó intensificándose, alcanzando vientos máximos sostenidos cerca de la Categoría 1 a principios del 3 de agosto. Cuando Hagupit (localmente llamado "Dindo") salió del Área de Responsabilidad de Filipinas (PAR), la PAGASA emitió su boletín final sobre el sistema. Al norte de la isla de Taiwán, Hagupit se intensificó hasta convertirse en un tifón de categoría 1. El tifón Hagupit también formó un gran ojo en su centro al acercarse a China. Alrededor de las 17:00 UTC, Hagupit tocó tierra en Wenzhou, China, con vientos de 85 mph y una presión de 975 mbar (hPa). Después de su llegada a tierra, Hagupit logró mantener la categoría 1 durante otras seis horas, pero poco después Hagupit se debilitó rápidamente sobre el territorio chino. A mediados del 4 de agosto, el Centro Conjunto de Advertencia de Tifones (JTWC) degradó a Hagupit a depresión tropical, pero la Agencia Meteorológica de Japón (JMA) siguió monitoreando a Hagupit como una tormenta tropical. A las 20:00 UTC, Centro Conjunto de Advertencia de Tifones (JTWC) emitió la advertencia final sobre Hagupit a cien millas de Seúl, Corea del Sur.
Antes de Hagupit, los funcionarios chinos ordenaron la evacuación de áreas vulnerables a las inundaciones. Hagupit provocó lluvias torrenciales sobre partes de China con un máximo de 13,11 pulgadas (333 mm) en el distrito de Jingshan de Wenzhou.

## Nombres de los ciclones tropicales
Dentro del Océano Pacífico Noroccidental, tanto la Agencia Meteorológica de Japón (JMA) como la Administración de Servicios Atmosféricos, Geofísicos y Astronómicos de Filipinas (PAGASA) asignan nombres a los ciclones tropicales que se desarrollan en el Pacífico Occidental, lo que puede dar como resultado que un ciclón tropical tenga dos nombres. El Centro de Tifones RSMC Tokio de la Agencia Meteorológica de Japón asigna nombres internacionales a los ciclones tropicales en nombre del Comité de Tifones de la Organización Meteorológica Mundial (OMM), en caso de que se juzgue que tienen una velocidad del viento sostenida de 10 minutos de 65 km/h (40 mph). PAGASA nombra a los ciclones tropicales que se mueven o forman una depresión tropical en su área de responsabilidad ubicada entre 135°E y 115°E y entre 5°N y 25°N, incluso si el ciclón tiene un nombre internacional asignado. Los nombres de ciclones tropicales significativos son retirados, tanto por PAGASA como por el Comité de Tifones. Si la lista de nombres para la región de Filipinas se agota, los nombres se tomarán de una lista auxiliar de los cuales se publican los primeros diez cada temporada. Los nombres no utilizados están marcados en gris.

### Nombres internacionales
Se nombra un ciclón tropical cuando se considera que tiene una velocidad del viento sostenida de 10 minutos de 65 km/h (40 mph). La Agencia Meteorológica de Japón (JMA) seleccionó los nombres de una lista de 140 nombres, que habían sido desarrollados por los 14 países y territorios miembros del Comité de Tifones ESCAP/WMO. Los nombres retirados, si los hay, serán anunciados por la Organización Meteorológica Mundial (OMM) en 2021; los nombres de reemplazo se anunciarán en 2022. Los siguientes 28 nombres en la lista de nombres se enumeran aquí junto con su designación numérica internacional, si se usan.
| - Vongfong (2001) - Nuri (2002) - Sinlaku (2003) - Hagupit (2004) - Jangmi (2005) - Mekkhala (2006) - Higos (2007) | - Bavi (2008) - Maysak (2009) - Haishen (2010) - Noul (2011) - Dolphin (2012) - Kujira (2013) - Chan-hom (2014) | - Linfa (2015) - Nangka (2016) - Saudel (2017) - Molave (2018) - Goni (2019) - Atsani (2020) - Etau (2021) | - Vamco (2022) - Krovanh (2023) - Dujuan (sin usar) - Surigae (sin usar) - Choi-wan (sin usar) - Koguma (sin usar) - Champi (sin usar) |

### Filipinas
Esta temporada, PAGASA utilizará su propio esquema de nombres para las tormentas que se desarrollarán dentro de su área de responsabilidad autodefinida. Los nombres se toman de una lista de nombres que se usaron por última vez en 2016 y están programados para volver a usarse en 2024. Todos los nombres son iguales excepto Kristine, León y Nika, que reemplazaron los nombres de Karen, Lawin y Nina después de que se retiraron. Se suponía que Pepito se usaría durante 2016 después de que el nombre Pablo se retirara en 2012, pero debido a la entrada limitada de tifones al Área de Responsabilidad de Filipinas en la temporada pasada, se usó oficialmente en esta época del año.
| - Ambó (2001) - Butchóy (2002) - Carina - Dindo (2004) - Endeng (2005) | - Ferdie (2006) - Genér - Helen (2007) - Igme (2008) - Julián (2009) | - Kristine (2010) - León (2011) - Marce (2012) - Nika (2016) - Ofel | - Pepito (2017) - Quinta (2018) - Rolly (2019) - Siony (2020) - Tonyo (2021) | - Ulysses (2022) - Vicky (2023) - Warren (sin usar) - Yoyong (sin usar) - Zósimo (sin usar) |

Lista auxiliar

| - Alakdán (sin usar) - Baldo (sin usar) | - Clara (sin usar) - Dencio (sin usar) | - Estong (sin usar) - Felipe (sin usar) | - Gomer (sin usar) - Heling (sin usar) | - Ismael (sin usar) - Julio (sin usar) |

#### Nombres retirados
- Durante la temporada, PAGASA anunció que eliminarán los nombres Ambó, Quinta, Rolly y Ulysses después de que estos tifones causaron más de $30 mil millones en daños totales. En enero de 2021 PAGASA eligio los nombres de Aghon, Querubin, Romina y Upang para reemplazar los nombres retirados para la temporada de 2024.[59][60]